# Nottingham Panthers
Nottingham Panthers je hokejový klub z Nottinghamu, který hraje Britskou hokejovou ligu v Británii. Klub byl založen roku 1946. Jejich domovským stadionem je National Ice Centre s kapacitou 8 000 lidí. Nottingham Panthers má jednu z největších fanouškovských základen v britském ledním hokeji. Jejich příznivci sdíleli během své historie řadu rivalit s jinými týmy. V současnosti mají Panthers rivalitu s Sheffield Steelers.

## Historie
Hokejový tým v Nottinghamu mohl vzniknout už v roce 1939, kdy byl v centru města vybudován zimní stadion. Tým složený z kanadských krajánků se měl zúčastnit sezóny 1939/40 anglické národní ligy, ale vypukla druhá světová válka. V roce 1946 již vznikl Nottingham Panthers který změnil tvář sportu v Nottinghamu. Během svých prvních osmi sezón hrál Panthers v anglické národní lize. V roce 1954 se připojil k nově vytvořené Britské národní lize, ve které získal v roce 1956 titul. V roce 1960 byla Britská národní liga rozpuštěna a Nottingham Panthers na dvacet let zaniká. Nottingham Panthers se znovuzrodil v roce 1980. V roce 1982 se British Hockey League přeměnila na první skutečně národní ligu ledního hokeje, a Nottingham se stal jedním z devíti zakládajících členů Premier Division. V letech 1996- 2003 hrál klub Ice Hockey Superleague, a od roku 2003 hraje Elite Ice Hockey League. V roce 2013 získal klub druhý titul. V sezóně 2016-17 se stal Nottingham Panthers prvním britským týmem, který vyhrál Kontinentální pohár. Znamenalo to že se tým kvalifikoval do Champions Hockey League, a po postupu ze skupiny měla Británie poprvé tým ve vyřazovací fázi CHL. Nottingham Panthers je jediným týmem, který hrál v každé sezóně, kde se soutěžilo o britský ligový šampionát, a je jediným zakládajícím členem Premier Division v roce 1982, který se nadále účastní nejvyšší ligy.

## Klubové úspěchy
- Elite Ice Hockey League - 1956, 2013
- Play off Elite Ice Hockey League - 2007, 2011, 2012, 2013, 2016, 2021
- Podzimní pohár - 1956, 1987, 1992, 1995, 1997, 1999
- Putovní pohár - 2004, 2008, 2010, 2011, 2012, 2013, 2014, 2016
- Kontinentální pohár - 1. místo (2017), 2. místo (2020)
- Benson & Hedges Cup - 1997, 1999
- Ahearne Cup - 1955

## Češi v týmu
V Nottingham Panthers hráli brankáři Ladislav Kudrna (04/05), Jindřich Pacl (16/17), obránci Jan Kruliš (04/05), Jan Krajíček (06/07), Angel Nikolov (10/11), Martin Tůma (12/13), útočníci Jaroslav Ševčík (92/93) a Petr Kalus (13/17).